# 石盤題名塔
石盤題名塔位於四川省成都市簡陽市石盤鎮白塔村三組，座南向北，石質結構，四方形，十一級密簷式方塔，塔刹為寶珠頂，塔身呈四邊形，層層上收，每層出簷，1-3層為花崗石，正面1至3層開有拱形門，四邊形塔基，邊長3.88米，高0.85米，塔通高26.4米，占地面積16平方米，屬清光緒年“文風塔”。底層拱形門寬1.4米，現拱形高1.95米，圈高0.7米。正面第4-8層起，陰刻有雙扇門形。題記：一層為“金碧聯輝”，二層為“文光射鬥”，三層為“擎天一柱”，四至八層鏤空雕刻：“福祿壽禧”四字，9-11層陰刻：“題名塔”三字。4、6、7、8層三面為圓形方孔錢，第5層東面為：壽字，9、10、11層三面為拱形窗洞，塔內為空心。石盤題名塔塔身塗灰色，故又稱白塔。題名塔形體高大，美觀大方，雄偉壯觀、雕刻藝術精湛。1989年，石盤題名塔被簡陽市人民政府公佈為市級文物保護單位。2012年7月16日公佈為第八批四川省文物保護單位。